# 392 هـ
392 هـ هي سنة في التقويم الهجري امتدت مقابلةً في التقويم الميلادي بين سنتي 1001 و1002.

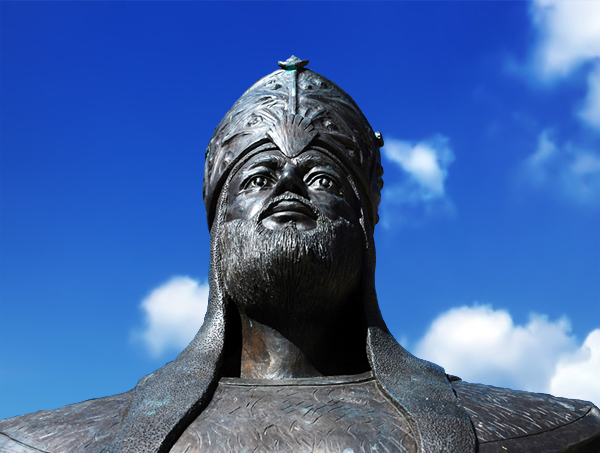
المنصور بن أبي عامر

## مواليد
- الخطيب البغدادي
- عبد الرحمن بن هشام المستظهر بالله

## وفيات
- علي بن عبد العزيز القاضي الجرجاني
- ابن المقشر
- ابن جني
- أبو القاسم المعدل
- عبد الله الأصيلي
- المنصور بن أبي عامر